# Den Haag Moerwijk
Den Haag Moerwijk – stacja kolejowa w Hadze, w prowincji Holandia Południowa, w Holandii. Stacja została otwarta w 1996. Znajdują się tu 2 perony.
| Den Haag Moerwijk                                     |  |                                         |
| Linia Amsterdam Centraal – Rotterdam Centraal (63 km) |  |                                         |
| Rijswijkodległość: 2 km                               |  | Den Haag Hollands Spoor odległość: 2 km |